# دوري الأمم للكرة الطائرة للسيدات
دوري الأمم للكرة الطائرة للسيدات هي بطولة دولية للكرة الطائرة يشارك بها منخبات أعضاء في الاتحاد الدولي للكرة الطائرة.تم الإعلان عن البطولة في أكتوبر 2017.